# Kicking & Screaming
Kicking & Screaming — студийный альбом Себастьяна Баха, вышедший 27 сентября 2011 года.
В делюксовое издание включены три бонус-трека и бонусный DVD с концертным материалом и тремя видеоклипами. По словам музыканта, почти все демо для альбома были записаны ещё в 2009 году, запись альбома в студии начата 21 февраля 2011 года и закончена в мае 2011-го. Этот альбом первый, выпущенный на итальянском рекорд-лейбле Frontiers Records в Европе. В Японии альбом вышел на Avalon.
Также в 2011 был запланирован выход кантри-альбома и DVD/BluRay.

## Список композиций
| №   | Название                     | Автор(ы)                                    | Длительность |
| --- | ---------------------------- | ------------------------------------------- | ------------ |
| 1.  | «Kicking And Screaming»      | Sebastian Bach, Nick Sterling, Bob Marlette | 3:17         |
| 2.  | «My Own Worst Enemy»         | Nick Sterling                               | 3:44         |
| 3.  | «TunnelVision»               | Sebastian Bach, John 5, Bob Marlette        | 3:49         |
| 4.  | «Dance On Your Grave»        | Sebastian Bach, Nick Sterling, Bob Marlette | 3:28         |
| 5.  | «Caught In A Dream»          | Nick Sterling                               | 3:39         |
| 6.  | «As Long As I Got The Music» | Deanna Johnston, Nick Sterling              | 3:37         |
| 7.  | «I'm Alive»                  | Nick Sterling                               | 4:21         |
| 8.  | «Dirty Power»                | Sebastian Bach, Nick Sterling, Bob Marlette | 3:05         |
| 9.  | «Live The Life»              | Nick Sterling, Bob Marlette, Sebastian Bach | 3:50         |
| 10. | «Dream Forever»              | Nick Sterling, Ken Davis                    | 4:14         |
| 11. | «One Good Reason»            | Sebastian Bach, Nick Sterling               | 4:41         |
| 12. | «Lost In The Light»          | Sebastian Bach, Nick Sterling               | 4:28         |
| 13. | «Wishin’»                    | Nick Sterling, John Godwin                  | 4:57         |

Слова и музыка всех песен — Sebastian Bach, Vicky McGehee, Jeffrey Steele.
| №   | Название                | Длительность |
| --- | ----------------------- | ------------ |
| 14. | «Jumpin’ Off The Wagon» | 3:28         |

Слова и музыка всех песен — Sebastian Bach.
| №   | Название                              | Длительность |
| --- | ------------------------------------- | ------------ |
| 14. | «Ain’t There Yet»                     | 3:32         |
| 15. | «Kicking And Screaming (Music Video)» | 3:17         |

Слова и музыка всех песен — Sebastian Bach.
| №   | Название                 | Длительность |
| --- | ------------------------ | ------------ |
| 14. | «Battle With The Bottle» | 3:47         |

## Участники записи
- Себастьян Бах — вокал
- Ник Стерлинг — гитары, бас-гитара
- Бобби Джарзомбек — ударные